# 게데라

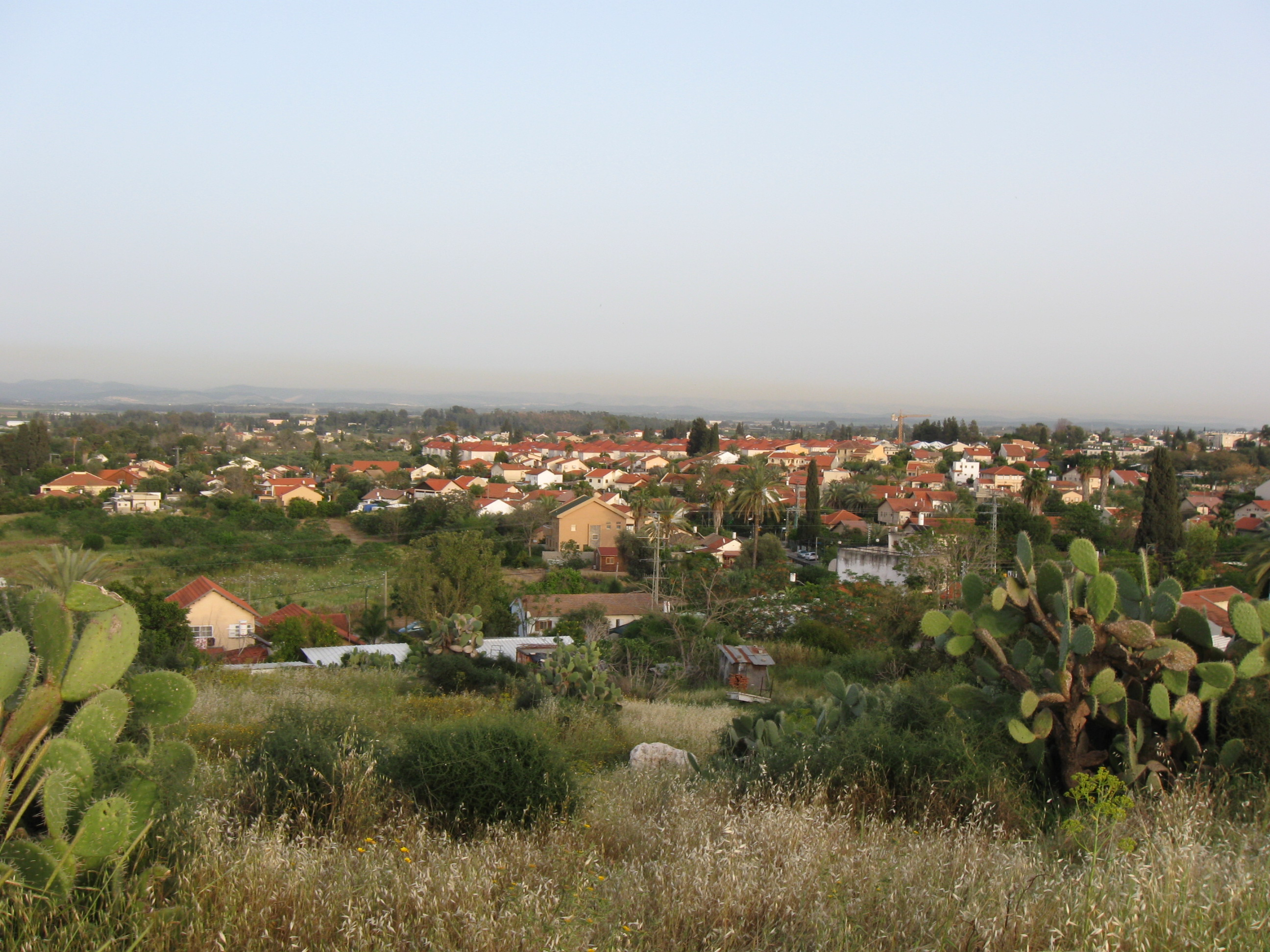

게데라(Gedera, 히브리어: גְּדֵרָה)는 이스라엘 중부 구에 위치한 도시로 면적은 14.5km2, 인구는 21,500명(2009년 기준)이다. 텔아비브에서 남동쪽으로 28km, 아슈도드에서 동쪽으로 12km 정도 떨어진 곳에 위치한다.